# 修徳駅
修徳駅（スドクえき）は朝鮮民主主義人民共和国平安南道殷山郡にある、朝鮮民主主義人民共和国鉄道省の駅である。

## 歴史
- 1931年10月1日：開業[1]。

## 隣の駅
朝鮮民主主義人民共和国鉄道省
平羅線
新倉駅 - 修徳駅 - 新成川駅